# Алија (Француска)
Алија (фр. Alliat) насеље је и општина у јужној Француској у региону Миди Пирене, у департману Арјеж која припада префектури Фоа.
По подацима из 2011. године у општини је живело 59 становника, а густина насељености је износила 17,05 становника/km². Општина се простире на површини од 3,46 km². Налази се на средњој надморској висини од 560 метара (максималној 1.268 m, а минималној 500 m).

## Демографија
| 1962. | 1968. | 1975. | 1982. | 1990. | 1999. | 2011. |
| ----- | ----- | ----- | ----- | ----- | ----- | ----- |
| 67    | 71    | 68    | 65    | 55    | 62    | 59    |

График промене броја становника у току последњих година